# Nordkaphorn

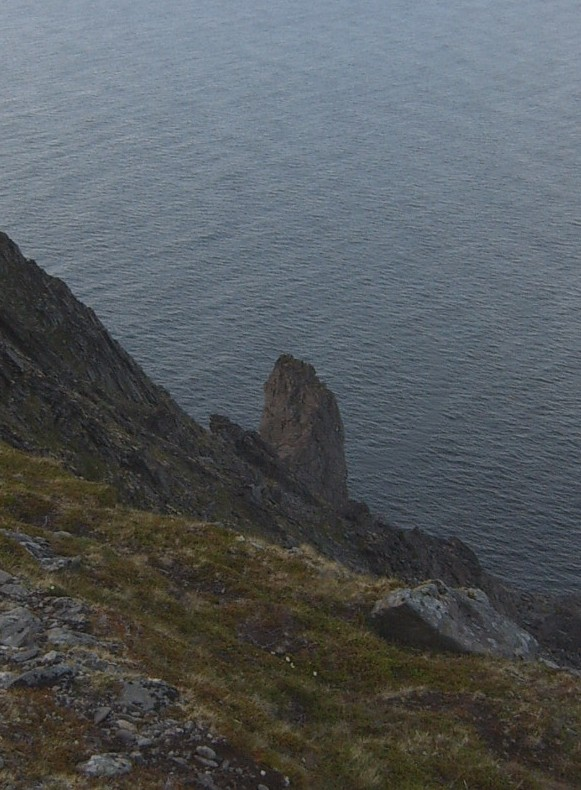
Nordkaphorn vom Plateau gesehen

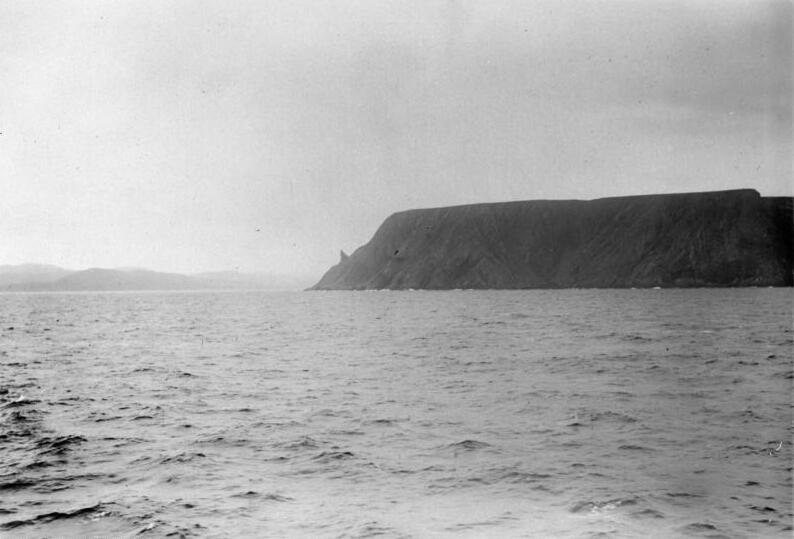
Das Nordkapplateau von Norden, links der kleine Zacken des Nordkaphorns (1925)

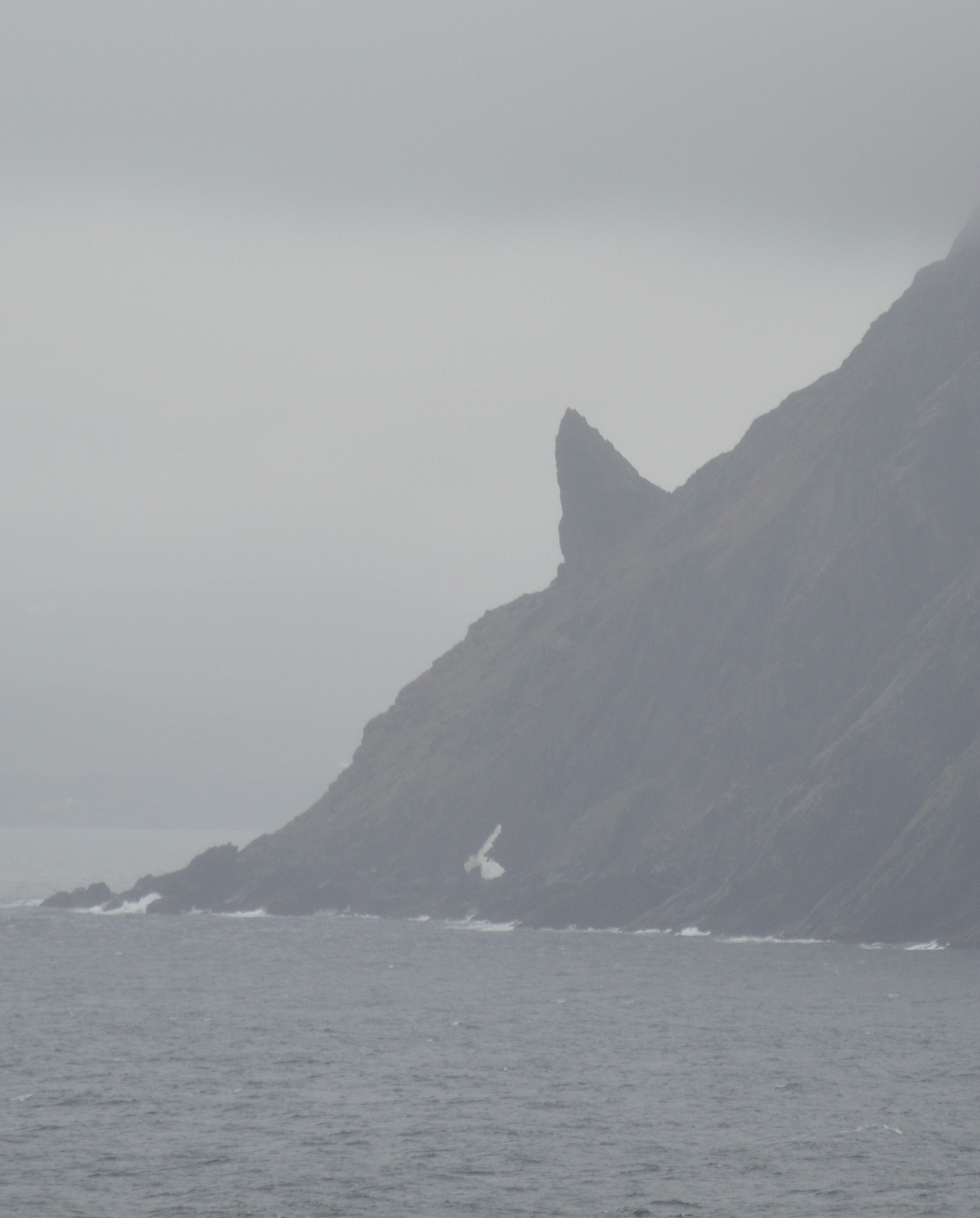
Blick von Norden

Das Nordkaphorn (norwegisch: Hornet, nordsamisch: Čoarvi) ist eine markante Felsformation in Form eines Horns an der Ostflanke des Nordkapplateaus in der Gemeinde Nordkapp in der norwegischen Provinz Finnmark. Östlich des Horns erstreckt sich der Vestfjord, südlich liegt die kleine Bucht Hornvika.
Die Spitze des Horns hat eine Höhe von 146 Metern über dem Meeresspiegel. Gegenüber der unmittelbaren Umgebung des Nordkapfelsens besteht ein Höhenunterschied von etwa 40 bis 50 Metern. Der Felsen hat in der samischen Tradition eine religiöse Bedeutung.